# Polycheria mixillae
Polycheria mixillae är en kräftdjursart som beskrevs av Edward Lloyd Bousfield och William Converse Kendall 1994. Polycheria mixillae ingår i släktet Polycheria och familjen Dexaminidae. Inga underarter finns listade i Catalogue of Life.